# Blechnum occidentale
Blechnum occidentale är en kambräkenväxtart som beskrevs av Carolus Linnaeus. Blechnum occidentale ingår i släktet Blechnum och familjen Blechnaceae. Inga underarter finns listade.

## Bildgalleri

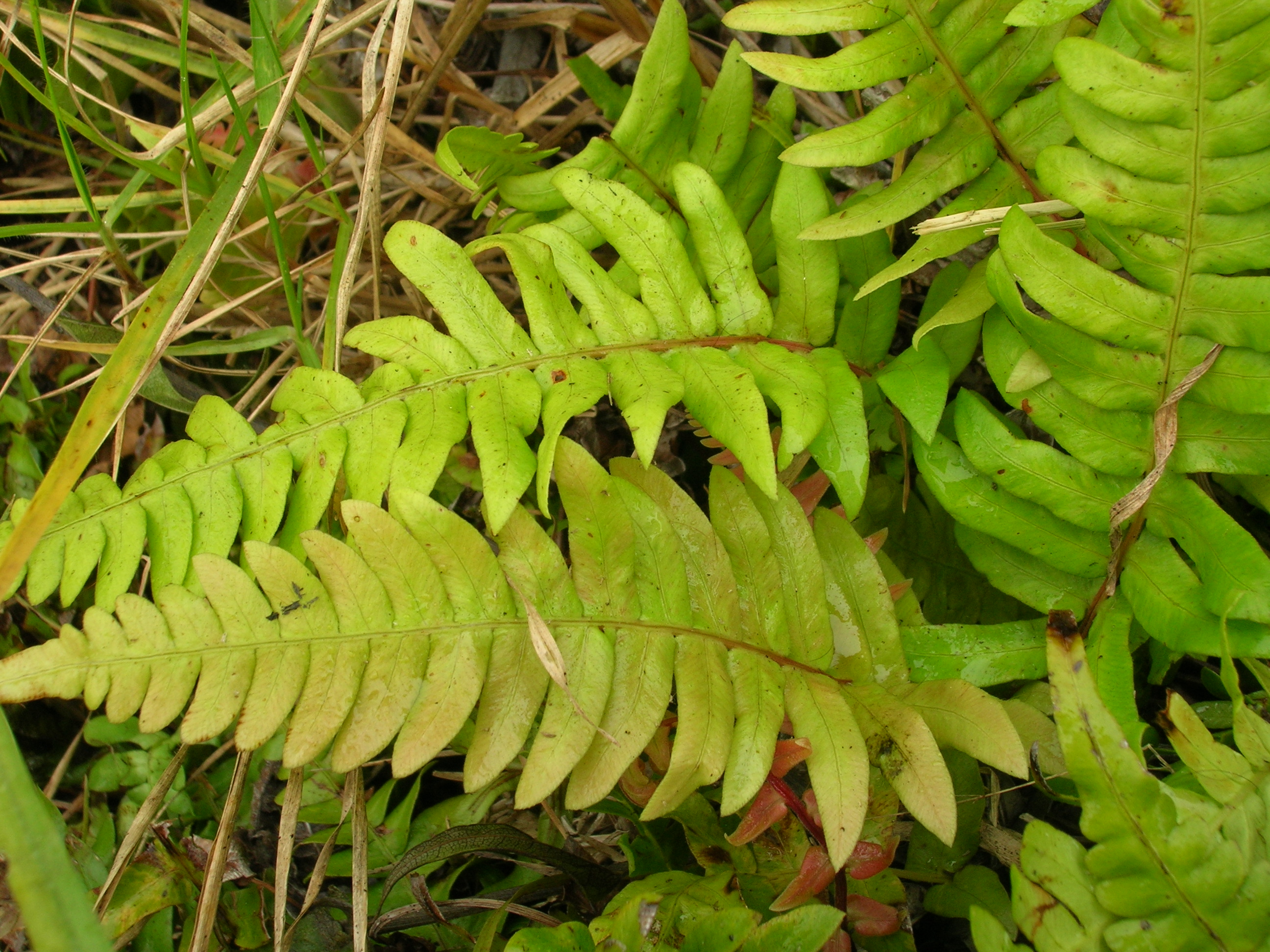
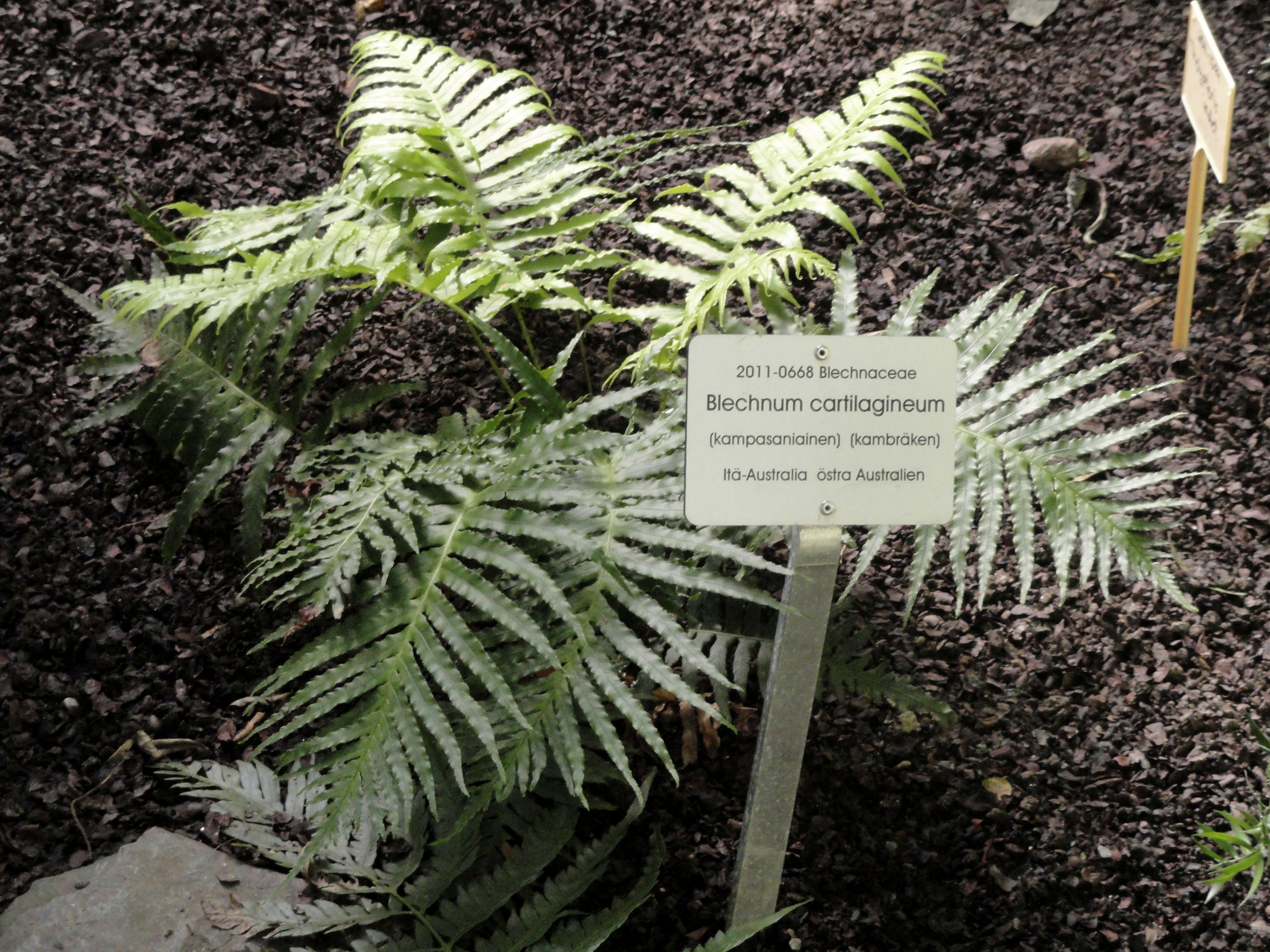